# ديمتش غاشتارسكي
ديمتش غاشتارسكي مواليد 24 أبريل 1975 في جمهورية مقدونيا، هو لاعب كرة سلة مقدوني معتزل. بدأ مسيرته الاحترافية في سنة 1997. اعتزل اللعب في 2013.

## المسيرة الاحترافية
لعب مع إم زد تي سكوبيه من سنة 1998 إلى 2003، ثم لعب مع كاربوش سوكولي في سنة 2003، ثم لعب مع إم زد تي سكوبيه من سنة 2004 إلى 2007.

## روابط خارجية
- ديمتش غاشتارسكي على موقع كرة السلة الأوروبية.كوم (الإنجليزية)
- ديمتش غاشتارسكي على موقع ريلجم (الإنجليزية)